# Championnat d'Europe de course à l'américaine féminin (juniors)
Le Championnat d'Europe de course à l'américaine féminin juniors est le championnat d'Europe de course à l'américaine organisé annuellement par l'Union européenne de cyclisme pour les cyclistes âgées de 17 et 18 ans. Le championnat organisé depuis 2017, a lieu dans le cadre des championnats d'Europe de cyclisme sur piste juniors et espoirs.

## Palmarès
| Année | Or                                             | Argent                                       | Bronze                                            |
| ----- | ---------------------------------------------- | -------------------------------------------- | ------------------------------------------------- |
| 2017  | Italie Chiara Consonni Letizia Paternoster     | Russie Daria Malkova Maria Novolodskaya      | Grande-Bretagne Jenny Holl Pfeiffer Georgi        |
| 2018  | Italie Gloria Scarsi Vittoria Guazzini         | Russie Daria Malkova Mariia Miliaeva         | Allemagne Katharina Hechler Ricarda Bauernfeind   |
| 2019  | Grande-Bretagne Elynor Bäckstedt Sophie Lewis  | Pays-Bas Daniek Hengeveld Maike van der Duin | Italie Eleonora Gasparrini Sofia Collinelli       |
| 2020  | Belgique Marith Vanhove Katrijn De Clercq      | Pologne Nikola Wielowska Zuzanna Olejniczak  | Italie Lara Crestanello Valentina Basilico        |
| 2021  | Grande-Bretagne Millie Couzens Zoe Bäckstedt   | Allemagne Jette Simon Lana Eberle            | Pays-Bas Nienke Veenhoven Yuli van der Molen      |
| 2022  | Pays-Bas Nienke Veenhoven Babette van der Wolf | Allemagne Jette Simon Justyna Czapla         | Belgique Hélène Hesters Febe Jooris               |
| 2023  | Grande-Bretagne Carys Lloyd Isabel Sharp       | Belgique Laerke Expeels Hélène Hesters       | Allemagne Messane Brautigam Seana Littbarski-Gray |
| 2024  | Grande-Bretagne Cat Ferguson Carys Lloyd       | Italie Anita Baima Linda Sanarini            | Allemagne Messane Bräutigam Judith Rottmann       |
| 2025  | Grande-Bretagne Abigail Miller Erin Boothman   | Italie Linda Sanarini Chantal Pegolo         | France Lilou Jauvin Jessica Rouat                 |